# Sygnał dźwiękowy

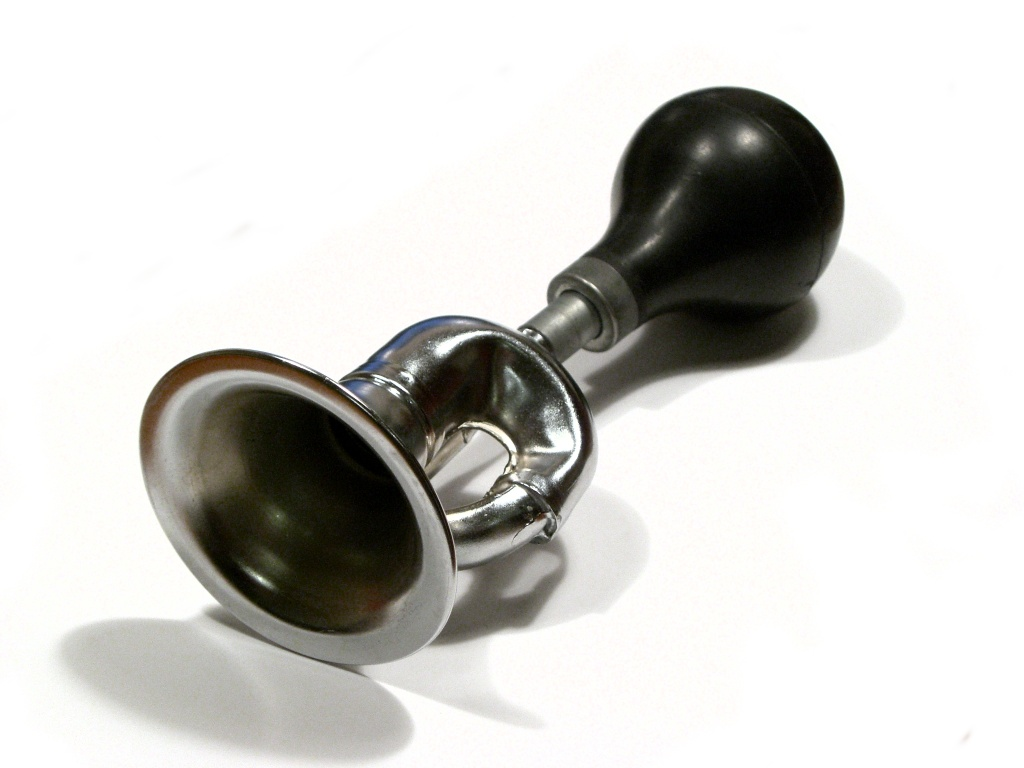
Róg pneumatyczny - ręczny klakson

Znak B-29 (zakaz używania sygnałów dźwiękowych)

Znak B-30 (odwołanie takiego zakazu)

Sygnał dźwiękowy – sygnał akustyczny emitowany przez urządzenie przeznaczone do tego celu, bez użycia głosu ludzkiego i nieemitującego tego głosu, wskazujący na zaistnienie oraz − w razie potrzeby − trwanie i zakończenie niebezpiecznej sytuacji. W drugim znaczeniu klakson − element obowiązkowego wyposażenia pojazdu, służący do ostrzegania innych użytkowników dróg.

## Klakson
Niegdyś instalowany w postaci niewielkiej trąbki (lub rogu) z pompką w postaci gumowej gruszki (stąd wywodzi się symbol, widniejący na znaku drogowym „zakaz używania sygnałów dźwiękowych”), uruchamianą przez ściśnięcie jej ręką. Obecnie występuje najczęściej w postaci elektrycznie włączanego brzęczyka lub syreny.
Sygnałów dźwiękowych wolno używać jedynie w celu zwrócenia uwagi innych użytkowników drogi, np. kiedy istnieje uzasadnione podejrzenie, iż nie zdają sobie sprawy z faktu, że zbliża się do nich pojazd. Nakazuje się używanie sygnału dźwiękowego podczas wykonywania manewru wyprzedzania i omijania w warunkach ograniczonej przejrzystości powietrza (np. we mgle) poza obszarem zabudowanym. Zakazane jest używanie sygnału dźwiękowego na obszarze zabudowanym (chyba że jest to konieczne w związku z bezpośrednim niebezpieczeństwem), a także jego nadużywanie bądź używanie niezgodnie z przeznaczeniem. Zasady używania sygnału dźwiękowego reguluje Art. 29 Ustawy Prawo o ruchu drogowym.
Zgodnie z prawem o ruchu drogowym, pojazdy samochodowe powinny być wyposażone w sygnał akustyczny o jednolitym tonie. Sygnał w postaci syreny o tonie zmieniającym się w czasie może być używany wyłącznie przez pojazdy uprzywilejowane (straż pożarna, pogotowie ratunkowe, policja itp.) podczas akcji ratunkowej lub w podobnych okolicznościach.
W przypadku tramwaju funkcję sygnału dźwiękowego pełni dzwonek tramwajowy.
Także rowery muszą być wyposażone w sygnały dźwiękowe, określone przez ustawodawcę jako: „dzwonek lub inny sygnał ostrzegawczy o nieprzeraźliwym dźwięku”.